# Chowdepalle
Chowdepalle là một mandal thuộc huyện Chittoor, bang Andhra Pradesh.